# Andilamena
Andilamena est une commune urbaine malgache, chef-lieu du district d'Andilamena, située dans la partie nord de la région d'Alaotra-Mangoro.

## Économie

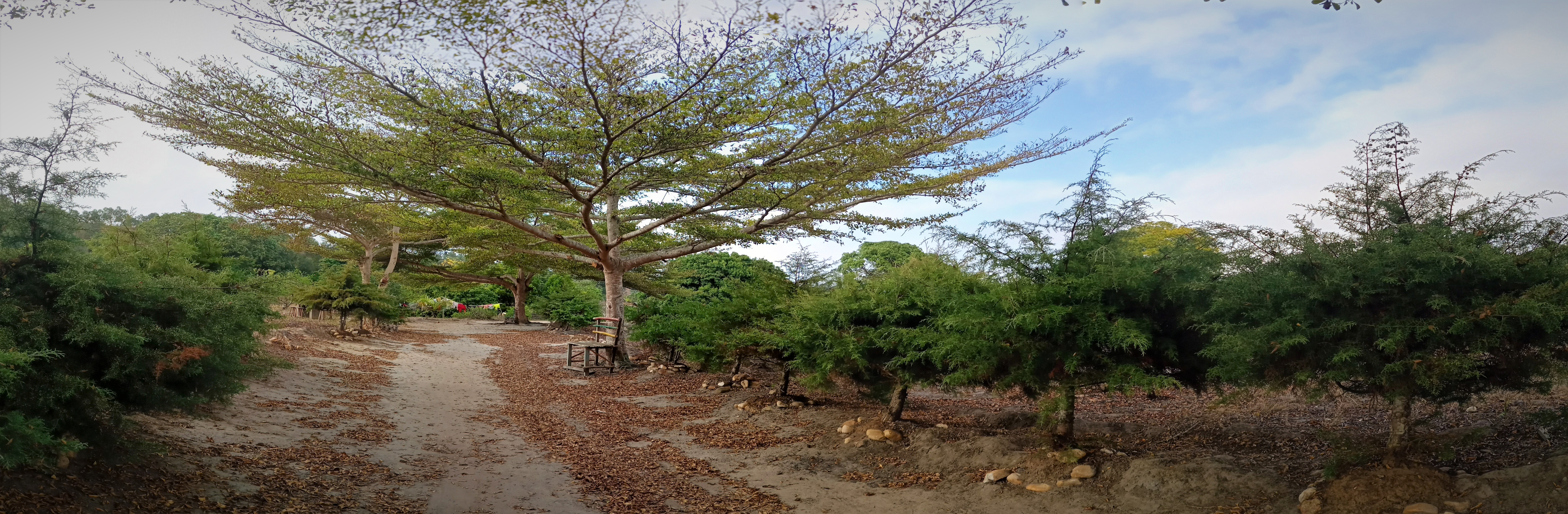
Espace sweety valey